# Prințesa Marie de Schwarzburg-Rudolstadt
Prințesa Marie de Schwarzburg-Rudolstadt (germană Prinzessin Marie von Schwarzburg-Rudolstadt; n. 29 ianuarie 1850 – d. 22 aprilie 1922) a fost a treia soție a lui Frederic Francisc al II-lea, Mare Duce de Mecklenburg. A fost mama 
Prințului Hendrik, consort al reginei Wilhelmina a Țărilor de Jos și tatăl reginei Juliana.

## Primii ani
Prințesa Marie de Schwarzburg-Rudolstadt primul copil al Prințului Adolph de Schwarzburg-Rudolstadt și a soției acestuia, Prințesa Matilda de Schonburg-Waldenburg, s-a născut la Raben Steinfeld, pe atunci în marele ducat Mecklenburg-Schwerin.

## Căsătorie
La 4 iulie 1868 la Rudolstadt, Schwarzburg-Rudolstadt, Marie s-a căsătorit cu Frederic Francisc al II-lea, Mare Duce de Mecklenburg fiu al lui Paul Friedrich, Mare Duce de Mecklenburg-Schwerin. Anterior, Frederic Francisc mai fusese căsătorit de două ori: în 1849 cu Prințesa Augusta Reuss de Köstritz care a murit în 1862 și în 1864 cu Prințesa Anne de Hesse și de Rin care însă a murit la mai puțin de un an după căsătorie.
În momentul căsătoriei lor, Frederic Francisc avea 45 de ani iar Marie 18. Împreună au avut patru copii.
- Elisabeta (1869–1955) căsătorită cu Frederic Augustus al II-lea, Mare Duce de Oldenburg (1852–1931)
- Friedrich Wilhelm (1871–1897)
- Adolf Friedrich (1873–1969)
- Hendrick (1876–1934) căsătorit cu regina Wilhelmina a Țărilor de Jos, tatăl reginei Juliana a Țărilor de Jos.

## Deces
Marie a murit în 1922 la Haga. Era la Haga pentru a-l felicita pe Prințul Hendrik pentru împlinirea vârstei de 46 de ani. Dricul regal a dus corpul de la Palatul Noordeinde la gară. Sicriul a mers apoi cu trenul în Germania, unde prințesa a fost înmormântată. 